# Gastrophryninae
Gastrophryninae es una subfamilia de anfibios anuros de la familia Microhylidae. Incluye 9 géneros y más de 50 especies. Se distribuyen por América.

## Géneros
Según ASW:
- Chiasmocleis Méhely, 1904 (25 sp.)
- Ctenophryne Mocquard, 1904 (2 sp.)
- Dasypops Miranda-Ribeiro, 1924 (1 sp.)
- Dermatonotus Méhely, 1904 (1 sp.)
- Elachistocleis Parker, 1927 (14 sp.)
- Gastrophryne Fitzinger, 1843  (4 sp.) [ tipo ]
- Hamptophryne Carvalho, 1954 (1 sp.)
- Hypopachus Keferstein, 1867 (4 sp.)
- Nelsonophryne Frost, 1987 (2 sp.)